# Lewis Arthur McConville
Lewis Arthur McConville (20 décembre 1849-10 mai 1882) est un avocat, journaliste et homme politique fédéral du Québec.

## Biographie
Né à Berthier dans le Canada-Est (dans le secteur qui correspond aujourd'hui à Saint-Paul, Québec), il est né d'un père d'origine irlandaise. Il étudia à Joliette. Nommé au Barreau du Québec en 1871, il servit comme éditorialiste pour le journal Le Nouveau Monde et fonda L'Industrie à Joliette en 1876. Il entame sa carrière publique en travaillant comme conseiller municipal pour la ville de Joliette de 1879 à 1882.
Élu député du Parti conservateur dans la circonscription fédérale de Joliette lors de l'élection partielle de 1880 après la démission du député Louis-François-Georges Baby, il est défait en 1882. Il est mort peu de temps après d'une maladie rapide.
Son frère, Joseph-Norbert-Alfred McConville, a été député provincial de Joliette.